# Evan Dybvig
Evan Dybvig (ur. 29 lipca 1975 w Hanover w stanie New Hampshore) – amerykański narciarz, specjalista narciarstwa dowolnego. Najlepszy wynik na mistrzostwach świata osiągnął podczas mistrzostw w Whistler, gdzie zajął 6. miejsce w jeździe po muldach. Jego najlepszym wynikiem olimpijskim jest 28. miejsce w tej samej konkurencji na igrzyskach olimpijskich w Salt Lake City. Najlepsze wyniki w Pucharze Świata osiągnął w sezonie 1999/2000, kiedy to zajął 13. miejsce w klasyfikacji generalnej, a w klasyfikacji jazdy po muldach był siódmy.
W 2002 r. zakończył karierę.

## Sukcesy

### Igrzyska olimpijskie
| Miejsce | Dzień     | Rok  | Miejscowość    | Konkurencja      | Zwycięzca     |
| ------- | --------- | ---- | -------------- | ---------------- | ------------- |
| 31.     | 11 lutego | 1998 | Nagano         | Jazda po muldach | Jonny Moseley |
| 28.     | 12 lutego | 2002 | Salt Lake City | Jazda po muldach | Janne Lahtela |

### Mistrzostwa Świata
| Miejsce | Dzień       | Rok  | Miejscowość | Konkurencja      | Zwycięzca         |
| ------- | ----------- | ---- | ----------- | ---------------- | ----------------- |
| 7.      | 8 lutego    | 1997 | Iizuna      | Jazda po muldach | Jean-Luc Brassard |
| 38.     | 10 marca    | 1999 | Meiringen   | Jazda po muldach | Janne Lahtela     |
| 6.      | 19 stycznia | 2001 | Whistler    | Jazda po muldach | Mikko Ronkainen   |

### Puchar Świata

#### Miejsca w klasyfikacji generalnej
- 1994/1995 – 52.
- 1996/1997 – 57.
- 1998/1999 – 32.
- 1999/2000 – 13.
- 2000/2001 – 15.
- 2001/2002 – -

#### Miejsca na podium
1. Breckenridge – 14 stycznia 1995 (Jazda po muldach) – 2. miejsce
2. La Plagne – 13 grudnia 1996 (Jazda po muldach) – 1. miejsce
3. Mont Tremblant – 11 stycznia 1998 (Jazda po muldach) – 1. miejsce
4. Breckenridge – 30 stycznia 1998 (Jazda po muldach) – 2. miejsce
5. Breckenridge – 30 stycznia 1998 (Jazda po muldach) – 2. miejsce
6. Heavenly Valley – 23 stycznia 1999 (Jazda po muldach) – 1. miejsce
7. Tandådalen – 27 listopada 1999 (Jazda po muldach) – 3. miejsce
8. Deer Valley – 8 stycznia 2000 (Jazda po muldach) – 2. miejsce
9. Deer Valley – 7 stycznia 2001 (Jazda po muldach) – 2. miejsce
10. Mont Tremblant – 12 stycznia 2001 (Jazda po muldach) – 2. miejsce
11. Saint-Lary – 12 stycznia 2002 (Jazda po muldach) – 3. miejsce

- W sumie 3 zwycięstwa, 6 drugich i 2 trzecie miejsca.